# Municipio de Harrison (condado de Vernon)
El municipio de Harrison (en inglés: Harrison Township) es un municipio ubicado en el condado de Vernon en el estado estadounidense de Misuri. En el año 2010 tenía una población de 299 habitantes y una densidad poblacional de 2,06 personas por km².

## Geografía
El municipio de Harrison se encuentra ubicado en las coordenadas 37°42′4″N 94°33′7″O / 37.70111, -94.55194. Según la Oficina del Censo de los Estados Unidos, el municipio tiene una superficie total de 145.13 km², de la cual 144,04 km² corresponden a tierra firme y (0,75 %) 1,09 km² es agua.

## Demografía
Según el censo de 2010, había 299 personas residiendo en el municipio de Harrison. La densidad de población era de 2,06 hab./km². De los 299 habitantes, el municipio de Harrison estaba compuesto por el 96,66 % blancos, el 0,33 % eran asiáticos y el 3,01 % eran de una mezcla de razas. Del total de la población el 1 % eran hispanos o latinos de cualquier raza.